# Associazione Calcio Bolzano 1976-1977
Questa voce raccoglie le informazioni riguardanti l'Associazione Calcio Bolzano nelle competizioni ufficiali della stagione 1976-1977.

## Rosa
| N. |                   | Ruolo | Calciatore       |
| -- | ----------------- | ----- | ---------------- |
|    | Italia (bandiera) | C     | Fabrizio Broggio |
|    | Italia (bandiera) | D     | Luciano Concer   |
|    | Italia (bandiera) |       | Della Giacoma    |
|    | Italia (bandiera) | P     | Maurizo Duchini  |
|    | Italia (bandiera) | A     | Francesco D'Urso |
|    | Italia (bandiera) | C     | Angelo Fogolin   |
|    | Italia (bandiera) | C     | Alberto Gamba    |
|    | Italia (bandiera) |       | Ghirardello      |
|    | Italia (bandiera) | A     | Paolo Chizzali   |
|    | Italia (bandiera) |       | Lanziner         |

| N. |                   | Ruolo | Calciatore          |
| -- | ----------------- | ----- | ------------------- |
|    | Italia (bandiera) | C     | Raffaele Monterosso |
|    | Italia (bandiera) | P     | Fabrizio Paese      |
|    | Italia (bandiera) | D     | Cesarino Perazzani  |
|    | Italia (bandiera) | A     | Donato Roda         |
|    | Italia (bandiera) | A     | Antonio Rondon      |
|    | Italia (bandiera) | D     | Alfredo Savoldi     |
|    | Italia (bandiera) | D     | Paolo Scolati       |
|    | Italia (bandiera) | D     | Gino Spagnolo       |
|    | Italia (bandiera) | C     | Benedetto Ventura   |
|    | Italia (bandiera) | D     | Paolo Zanoli        |